# كنان صيدناوي
كنان صيدناوي (26 يناير 1988)؛ (بالإنجليزية:Kinan Sednawe) مخرج سوري، بدأ مسيرته في الدراما منذ عام 2005 في مجال المونتاج والغرافيك وله في رصيده عشرات الأعمال الفنية، كما أخرج عدداً من الأعمال في الدراما السورية أهمها: مسلسل سايكو وخماسية (قلوب لا تعرف الحب) في مسلسل صرخة روح.

## أعمال أخرجها
- مسلسل سايكو عام 2017.[1]
- خماسية من مسلسل صرخة روح (خماسية قلوب لاتعرف الحب) عام 2016.

## أعمال كان له أدوار فيها
- مسلسل رايات الحق عام 2010.[3]
- مسلسل دنيا الجزء 2 عام 2015.
- مسلسل دومينو عام 2016.

## أعمال ساهم بها
- فوازير وراها وراها

عام 2006:
- مسلسل علماء في جبين الشمس

مسلسل 2007:
- مسلسل عربيات
- مسلسل سيد العشاق

عام 2009:
- مسلسل صبايا الجزء 1

عام 2010:
- مسلسل أبوجانتي
- مسلسل صبايا الجزء 2
- مسلسل رايات الحق

عام 2011:
- فيلم قصير نخاع
- مسلسل تعب المشوار
- مسلسل صبايا الجزء 3
- مسلسل شيفون

عام 2012:
- مسلسل روبي
- مسلسل المصابيح الزرق
- مسلسل المفتاح
- مسلسل رومانتيكا
- مسلسل صبايا الجزء 4
- مسلسل طاحون الشر
- مسلسل ما بتخلص حكاياتنا

عام 2013:
- مسلسل صبايا الجزء 5
- مسلسل تحت سماء الوطن
- مسلسل سكر وسط
- مسلسل سوبر فاميلي

عام 2014:
- مسلسل الغربال الجزء 1
- مسلسل وجوه وراء الوجوه
- مسلسل خواتم
- مسلسل صرخة روح الجزء 3

عام 2015:
- مسلسل عناية مشددة
- مسلسل الغربال الجزء 2
- مسلسل دنيا الجزء 2
- مسلسل طوق البنات الجزء 2
- مسلسل طوق البنات الجزء 3
- مسلسل عين الجوزة

عام 2016:
- مسلسل خاتون الجزء 1
- مسلسل خاتون الجزء 2
- مسلسل صرخة روح الجزء 4
- مسلسل دومينو
- مسلسل باب الحارة الجزء 9

عام 2017:
- مسلسل سايكو[4]
- مسلسل الرابوص

عام 2018:
- مسلسل الحب جنون الجزء 1
- مسلسل كارما
- فيلم المهراجا

عام 2019:
- مسلسل هارون الرشيد
- مسلسل أحلا أيام
- مسلسل سلاسل دهب
- مسلسل الحب جنون الجزء 2
- مسلسل عندما تشيخ الذئاب
- مسلسل بقعة ضوء الجزء 14

عام 2020:
- مسلسل الساحر
- مسلسل هوس
- مسلسل الحب جنون الجزء 3
- مسلسل بوشينكي

عام 2021:
- مسلسل على الحد
- مسلسل باب الجحيم الجزء الأول
- مسلسل على صفيح ساخن
- مسلسل زوج تحت الاقامة الجبرية
- مسلسل صقار
- مسلسل انتقام بارد
- مسلسل برزخ
- مسلسل طبق الأصل

عام 2022:
- مسلسل الوسم
- مسلسل الوسم الجزء 2
- مسلسل مع وقف التنفيذ